# Anne Poupinet
Anne Poupinet, née le 27 avril 2000, est une escrimeuse française.

## Biographie
En tant que cadette, Anne Poupinet s'entraîne au Gémenos Escrime Club. En compétition, elle est surclassée avec les juniors
Bien que n'ayant pas pu participer aux championnats d'Europe car blessée, elle est médaillée d'argent en sabre par équipes aux Championnats du monde d'escrime 2022 au Caire aux côtés de Sara Balzer, Sarah Noutcha et Caroline Quéroli.
Lors des Jeux Mondiaux Universitaires de Chengdu en 2023, elle devient championne du monde universitaire avec Sarah Noutcha, Cyrielle Rioux et Malina Vongsavady

## Palmarès
- Championnats du monde
  -  Médaille d'argent par équipes aux championnats du monde 2022 au Caire[5]

- Épreuves de coupe du monde
  -  Médaille d'argent en individuel à la Coupe Bosphorus d'Istanbul sur la saison 2021-2022[6]

- Universiades
  -  Médaille d'or par équipes à l'Universiade d'été de 2021 à Chengdu[4]

- Championnats de France
  -  Médaille d'argent par équipes (Gémenos EC) aux championnats de France 2023 à Faches-Thumesnil
  -  Médaille de bronze par équipes (Gémenos EC) aux championnats de France 2022 à Châlons-en-Champagne